# 鈽-238
鈈-238（238
Pu
）是鈈的一種放射性同位素，半衰期为87.7年。
鈈-238是一種非常強大的α發射體，衰變時會放出大量熱能，且放出的α粒子穿透性低、很容易被阻擋，因此該同位素適合用於放射性同位素熱能發電機和放射性同位素加熱器裝置。每公斤的鈽-238可產生約570瓦特熱能。
鈈-238在室溫下的密度約為19.8克/立方厘米。球狀鈽-238金屬的臨界質量尚不清楚，但估計範圍介於9.04至10.07公斤之間。